# Auriane Mallo-Breton
Auriane Mallo-Breton (* 11. Oktober 1993 in Lyon als Auriane Mallo) ist eine französische Fechterin.

## Leben

### Kindheit und Jugend
Auriane Mallo wuchs in Lyon auf, wo sie das Collège Vendôme und das Lycée Édouard-Herriot besuchte. Nach ihrem Schulabschluss studierte sie Physiotherapie an der École nationale de kinésithérapie et rééducation (ENKRE) in Saint-Maurice und erwarb anschließend ein Hochschuldiplom in Sportgesundheitswissenschaften an der Université Paris-Descartes.
Parallel zu ihrer Schulausbildung begann sie im Alter von sieben Jahren mit dem Fechten. Nachdem sie den Sport zunächst in der Schule ausübte, trat sie der Masque de fer bei, einem der beiden historischen Fechtclubs in Lyon, in dem bereits ihr älterer Bruder fechtete. Dort lernte sie die Meister Frédéric Carre und Rémy Delhomme kennen, die sich ihrer Ausbildung annahmen. 2012 begann sie schließlich, im INSEP zu trainieren, vier Jahre später wechselte sie zum Fechtclub von Saint-Gratien.

### Karriere
2013 wurde Mallo französische Vizemeisterin in ihrer Altersklasse und 2016 Dritte bei den französischen Meisterschaften. Daraufhin wurde sie für die französische Mannschaft für die Einzel- und Mannschaftswettbewerbe im Degenfechten bei den Olympischen Spielen 2016 in Rio de Janeiro ausgewählt. Im Einzel erreichte sie die zweite Runde, mit der Mannschaft belegte sie Rang sieben.
Im Jahr 2020, in dem die Olympischen Spiele in Tokio hätten stattfinden sollen, musste Mallo aufgrund einer Verletzung (Tendinopathie mit Haarriss im Ellenbogen) pausieren. Gleichzeitig erwartete sie ein Kind, was jedoch zeitlich mit der COVID-19-Pandemie zusammenfiel.
Im Jahr 2023 gewann Mallo, die im Halbfinale von ihrer Landsfrau Alexandra Louis-Marie geschlagen wurde, bei den Europameisterschaften in Plowdiw die Bronzemedaille im Einzelwettbewerb. Aus den im selben Jahr stattfindenden Weltmeisterschaften in Kairo ging sie ohne Medaille hervor. Hier schied die Französin in den Einzelwettbewerben im Achtelfinale aus und unterlag auch in den Mannschaftswettbewerben im Viertelfinale im sogenannten Sudden Death.
Sie gewann mit der Mannschaft die Goldmedaille bei den Europaspielen in Krakau, die gleichzeitig als Europameisterschaften gewertet wurden. Ein Jahr später wurde sie im Juni 2024 Vizeeuropameisterin in Basel.
Ebenfalls nahm sie an den Olympischen Sommerspielen 2024 in Paris teil. Dort gewann sie Silber im Einzel, nachdem sie im Finale gegen die Weltranglistenerste, die Hongkongerin Vivian Kong, unterlegen war. Eine weitere Silbermedaille gewann sie, als sie mit der französischen Équipe im Finale der Mannschaftskonkurrenz gegen Italien unterlag. Hier gewann Auriane Mallo-Breton zwar zwei ihrer drei Kämpfe (4:2 gegen Giulia Rizzi, 4:2 gegen Mara Navarria und 6:6-Unentschieden gegen Alberta Santuccio), was jedoch nicht ausreichte, um die Niederlage des französischen Teams (29 zu 30 Treffer) zu verhindern.
Mallo ist mit Jules Breton, einem professionellen Eishockeyspieler, verheiratet und hat mit ihm einen Sohn. Für ihren olympischen Medaillengewinn erhielt sie am 24. September 2024 das Ritterkreuz des Ordre national du Mérite.

### Platzierung auf der Weltrangliste
| Saison | 2015 | 2016 | 2017 | 2018 | 2019 | 2020 | 2021 | 2022 | 2023 | 2024 |
| ------ | ---- | ---- | ---- | ---- | ---- | ---- | ---- | ---- | ---- | ---- |
| Rang   | 50   | 42   | 29   | 25   | 15   | 28   | 32   | 13   | 8    | 2    |